# 川村二郎
川村 二郎（かわむら じろう、1928年1月28日 - 2008年2月7日）は、日本のドイツ文学者、翻訳家、文芸評論家。

## 来歴・人物
愛知県名古屋市に、陸軍軍人川村宇一の次男として生まれる。父の転勤で、静岡、東京、金沢、朝鮮光州、名古屋を転々とする。旧制愛知県立熱田中学校（現・愛知県立瑞陵高等学校）から旧制第八高等学校に進学。八高在学中に終戦を迎える。1950年東京大学文学部独文科卒業。愛知学芸大学助手、1952年講師、1953年名古屋大学教養部講師。1957年、篠田一士の誘いで丸谷才一らの同人誌『秩序』に参加。1958年助教授、1960年旧・東京都立大学人文学部助教授となる。
1961年、「三田文学」掲載の「『死者の書』について 釈迢空論」で文芸評論家としてデビュー。その一方でブロッホ、ムージルなどの翻訳を行う。
1969年、『限界の文学』で亀井勝一郎賞受賞。また近世文藝や前近代的な近代作家を論じた『銀河と地獄』（1973年）で芸術選奨新人賞受賞。1975年都立大学教授。『内田百閒論』（1983年）で読売文学賞、『アレゴリーの織物』で伊藤整文学賞受賞。
1991年都立大学を定年退官、1992年大阪芸術大学教授となる。1998年定年、客員教授となり、2004年まで務める。1996年紫綬褒章受章、2000年日本芸術院賞受賞。2005年より日本芸術院会員。
『内部の季節の豊穣』では内向の世代を論じ、独文科の後輩である古井由吉を援護。また池内紀との共著や都立大の同僚だった篠田一士との共訳などもあり、幅広く目配りをしつつ、幻想的な文学を中心に評論活動を行った。説経節や浄瑠璃などの語り物文藝や『南総里見八犬伝』も論じた。特に泉鏡花を愛好し、幸田露伴の『幻談』などの再評価にも一役買った。また吉行淳之介、中上健次も高く評価した。民俗学にも関心が深く、定年以後は紀行随想も著した。
2008年2月7日、心筋梗塞のため逝去。80歳没 。叙正四位。

## 著書
- 『限界の文学』（河出書房新社） 1969、河出文藝選書 1978
- 『幻視と変奏』（新潮社） 1971
- 『銀河と地獄 幻想文学論』（講談社） 1973、講談社学術文庫[1] 1985
- 『懐古のトポス』（河出書房新社） 1975
- 『チャンドスの城』（講談社） 1976
- 『内部の季節の豊穣』（小沢書店） 1978 - 作家論集
- 『感覚の鏡 吉行淳之介論』（講談社） 1979
- 『文学の生理 文芸時評1973～1976』（小沢書店） 1979
- 『黙示録と牧歌』（集英社） 1979
- 『語り物の宇宙』（講談社） 1981、講談社文芸文庫 1991
- 『内田百閒論』（福武書店） 1983
- 『里見八犬伝 古典を読む』（岩波書店） 1984、岩波同時代ライブラリー 1997
- 『日本廻国記 一宮巡歴』（河出書房新社） 1987 / 講談社文芸文庫 2002 - ※（電子書籍で再刊、以下略）
- 『文藝時評』[2]（河出書房新社） 1988
- 『白夜の廻廊 世紀末文学逍遥』（岩波書店） 1988
- 『アレゴリーの織物』（[3]講談社） 1991 / 講談社文芸文庫 2012
- 『日本文学往還』（福武書店） 1993
- 『神々の魅惑 旅のレリギオ』（小沢書店） 1994
- 『幻談の地平 露伴・鏡花その他』（小沢書店） 1994
- 『河内幻視行』（トレヴィル） 1994
- 『和泉式部幻想』（河出書房新社） 1996
- 『伊勢の闇から』（講談社） 1997 ※
- 『白山の水 鏡花をめぐる』（講談社） 2000 / 講談社文芸文庫（日和聡子解説） 2008 ※
- 『イロニアの大和』（講談社、保田與重郎論） 2003 ※

### 共著・論集
- 『翻訳の日本語』（池内紀、中央公論社、日本語の世界15） 1981、中公文庫 2000
- 『ドイツ・ロマン派詩集』（編・解説、国書刊行会、ドイツ・ロマン派全集 別巻2） 1992
- 『プリスマ 川村二郎をめぐる変奏』（川村二郎先生退職記念文集刊行会編、小沢書店） 1991

## 翻訳
- 『ヴィーヘルト童話集 まずしい子らのクリスマス』（白水社） 1962
- 『影の法廷・ドロテーア』（H.E.ノサック、松浦憲作共訳、白水社） 1963、新版 1979
- 『三人の女』（ムシル、河出書房新社）「グリーン版世界文学全集」1964、単行判 1971
  - 『三人の女・黒つぐみ』（ムージル、岩波文庫） 1991 - 改訳版（短篇全4作）
- 『複製技術時代の芸術』（ベンヤミン、高木久雄, 高原宏平, 野村修共訳、紀伊國屋書店） 1965
  - 改訂版（晶文社、ベンヤミン著作集 第2巻） 1970、晶文社クラシックス 1999
- 『ウェルギリウスの死』（ヘルマン・ブロッホ、集英社、世界文学全集 20世紀の文学） 1966、新版（集英社、世界の文学13） 1977。改訂復刊 上・下（あいんしゅりっと） 2024
- 『傷つけられた夢』（ギュンター・グラス、集英社、世界文学全集 20世紀の文学） 1967
- 『ミメーシス ヨーロッパ文学における現実描写』上・下（エーリヒ・アウエルバッハ、篠田一士共訳、筑摩書房、筑摩叢書） 1967 - 1969、復刊 1985。ちくま学芸文庫 1994
- 『ブッデンブローク家の人々』（トーマス・マン、河出書房新社、世界文学全集） 1968、新版 1989ほか。※グーテンベルク21（上・下、電子書籍）2014
- 『ゲオルゲ、ホーフマンスタール ほか』（新潮社、世界詩人全集11） 1968
- 『黒つぐみ』（ムージル、筑摩書房、世界文学全集） 1968、新版1973
- 『マルテの手記』（リルケ、集英社、世界文学全集） 1969、のち新版
- 『ルカーチ著作集 1 魂と形式』（圓子修平, 三城満禧共訳、白水社） 1969、新版 1986
- 『楽興の時』（アドルノ、三光長治共訳、白水社） 1969、新版 1979、1994
- 『ヨーロッパ文学批評』（E・R・クルチウス、松浦憲作, 圓子修平, 高本研一共訳、紀伊國屋書店） 1969
  - 改訳増訂版『ヨーロッパ文学評論集』（上記＋小竹澄栄共訳、みすず書房） 1991
- 『のらくら者日記』（アイヒェンドルフ、集英社、世界文学全集） 1970、のち新版
- 『アンドレアス』（ホーフマンスタール、講談社、世界文学全集） 1970、新版1976
- 『ヴァルター・ベンヤミン著作集 6　ボードレール』（晶文社） 1970、増補新編版 1975
「パリ 十九世紀の首都」を担当訳。ほかに『ベンヤミン著作集11 都市の肖像』を編・担当（1975）
- 『死者への手向け』（ノサック、中央公論社、世界の文学） 1971
- 『エンツェンスベルガー全詩集』（種村季弘, 飯吉光夫共訳、人文書院） 1971
- 『チャンドス卿の手紙』（ホーフマンスタール、筑摩書房、筑摩世界文学大系63） 1974
- 『芸術の哲学』（ゲオルク・ジンメル、白水社、ジンメル著作集10） 1975、新装復刊 1994、2004、単行判 1999。抜粋版・白水Uブックス 2005
- 『ドイツ悲劇の根源』（ベンヤミン、三城満禧共訳、法政大学出版局、叢書・ウニベルシタス） 1975
- 『カフカ全集 1 変身 / 流刑地にて』（圓子修平共訳、新潮社） 1980、復刊 1992
  - 『決定版 カフカ短編集』（頭木弘樹編、新潮文庫） 2024。※ 新編15作
- 『ホフマンスタール詩集』（小沢書店、双書・20世紀の詩人） 1994。岩波文庫 2009
- 『チャンドス卿の手紙・アンドレアス』（ホフマンスタール、講談社文芸文庫） 1997
- 『ジンメル・エッセイ集』（平凡社ライブラリー） 1999 - 改訳版
- 『ヘルダーリン詩集』（岩波文庫） 2002